# Uenoparken

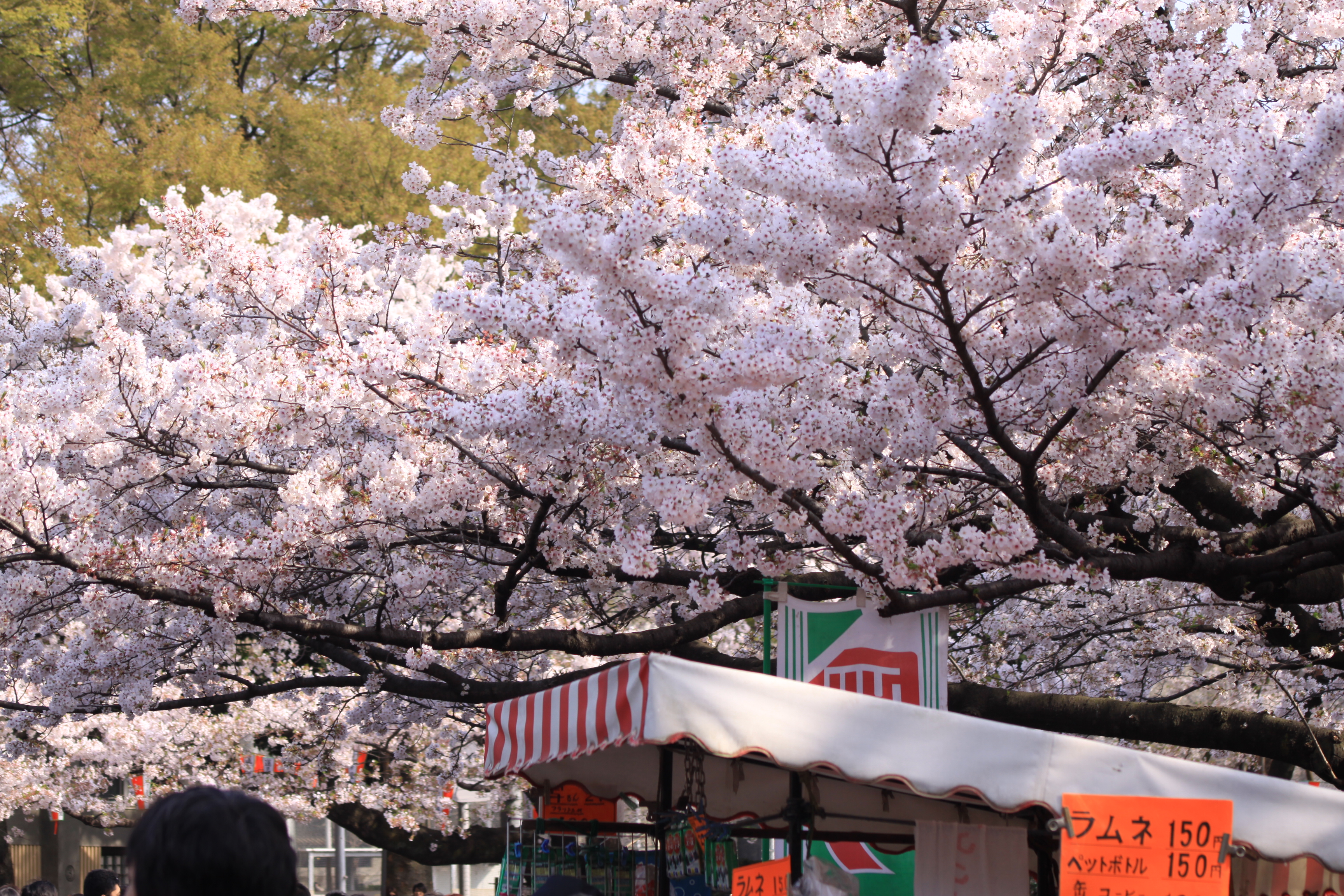
Blommande körsbärsträd i Uenoparken.

Uenoparken (japanska: 上野公園?, Ueno Kōen), (även Ueno-onshi-koen Park) är en allmän park som ligger i distriktet Ueno i stadsdelen Taitō i Japans huvudstad Tokyo. Parken inrättades 1873 och är en av de mest kända landmärkena i Tokyo.
Saigō Takamori, en av de ledande figurerna under Meijirestaurationen, har en egen bronsstaty i parken.

## Historia
År 1873 planerades parker i Ueno, Shiba, Asakusa, Fukagawa och Asukayama. Det var första gången som allmänna parker planerades i Japan. Uenoparken grundades med andra ord under Meijiperioden. En nederländsk soldat vid namn Dr. Anthonius Franciscus Bauduin (1820-1885) föreslog att man skulle ge en special status till parken.
Tidigare under Edoperioden var området egendom under templet Kanei-ji. Man tog områden till staten under Meijiperioden efter Meijirestaurationen och senare, år 1924, skänkte Imperial Household Ministry området till Tokyo stad. Parken innehöll först enbart templets huvudbyggnad, mausoleum och körsbärsträd inom templets område, senare tillfördes museum, zoo och konstgallerier.

## Växter och djur
Parken är en populär plats då körsbärsträden blommar och många firar hanami där. Körsbärsträden blommar i Ueno från sent i mars till mitten av april. Lotus blommar i Shinobazu-dammen från juli till augusti.
Parken består av sammanlagt 8 800 träd, med arter som Ginkgo (Ginkgo biloba), kamferträd, Zelkova serrata, Prunus campanulata, Prunus yedoensis och japanskt prydnadskörsbär. Det finns ytterligare 24,800 m2 med buskar och prydnadsväxter.

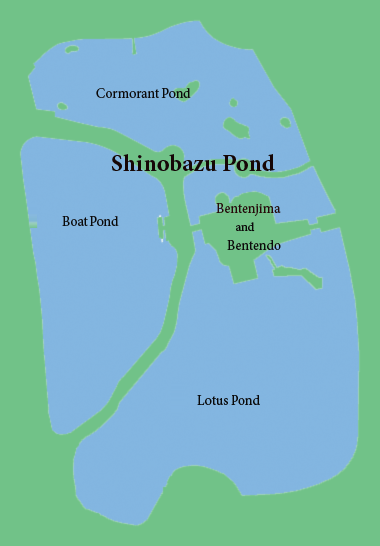
Karta över Shinobazu-dammen.

I parken ligger Shinobazu-dammen, som är en damm på 16 ha, indelad i tre sektioner (se karta) med lotusbäddar och marskland. Där övervintrar fåglar i stora mängder, vanliga arter är vigg, bläsand, stjärtand, brunand, smådopping, ägretthäger och storskarv. Mindre vanliga arter som observerats där är amurdykand, ringand och amerikansk bläsand.

## Kultur
Parken har utvecklats som ett centrum för konst, kultur och utbildning.

### Museer
Det finns många museer i parken:
- Tokyos nationalmuseum. Museet flyttade till Ueno Park år 1882 och ligger fortfarande i samma plats.[7]
- National Museum of Nature and Science. Museet öppnade som Museum of Education i januari 1877, i Ueno i huset som nuförtiden används av Tokyo University of the Arts.[8]
- National Museum of Western Art
- Tokyo Metropolitan Art Museum
- Shitamachi museum

Det ligger även ett zoo, Ueno Zoo, i Uenoparken. Inom zoo-området finns en 300 meter lång monorail-bana,  Ueno Zoo Monorail.

### Andra kulturella organisationer i parken
- Japan Academy
- Tokyo School of Fine Arts
- Tokyo School of Music
- Sōgakudō Concert Hall, plats för konserter
- Tokyo Bunka Kaikan, opera- och ballethus
- Internationella barnboksbiblioteket
- Nationella parlamentsbiblioteket
- Imperial Library, Japans nationalbibliotek

## Trafikförbindelser
Parken ligger nära järnvägsstationen Ueno som är en knutpunkt med tunnelbanelinjer, lokala järnvägslinjer och två linjer för höghastighetståg i det japanska Shinkansennätet, Tohoku Shinkansen och Joetsu Shinkansen.